# Afrique Airlines
Afrique Airlines fue una aerolínea  con base en Cotonú, Benín. Fue fundada en 2002 y operaba vuelos regulares de pasajeros entre Benín y París en Francia partiendo del Aeropuerto Cadjehoun hasta finales de 2003. En 2006, la compañía fue oficialmente disuelta.

## Flota
Afrique Airlines operó un Airbus A310-300, que fue alquilado de Eagle Aviation France.